# Association Football Club Telford United
O Association Football Club Telford United é um clube inglês da cidade de Telford, Shropshire. O time foi fundado no dia 28 de maio de 2004. Atualmente disputam a National League North, a sexta divisão do futebol inglês para os clubes da área norte. A sua maior goleada aplicada foi 7x0 no Runcorn FC Halton.

## Títulos
- Conference North: 2013–14[2]
- Conference League Cup: 2008–09[3]
- Shropshire Senior Cup: 2008–09[4] e 2013–14[5]
- Supporters Direct Cup: 2010[6]